# Provincie Arezzo
Arezzo (Provincia di Arezzo) je italská provincie v Toskánsku bez přístupu k moři. Sousedí na severu s provincií Forlì-Cesena, na východě s provincií Pesaro e Urbino, na jihovýchodě s provincií Perugia, na jihozápadě s provincií Siena a provincií Firenze na severozápadě.
Provincií protéká řeka Arno.

## Okolní provincie
| Růžice kompasu | Firenze          | Forlì-Cesena |                 | Růžice kompasu |
| Růžice kompasu |                  | Sever        | Pesaro e Urbino | Růžice kompasu |
| Růžice kompasu | Provincie Arezzo |              | Pesaro e Urbino | Růžice kompasu |
| Růžice kompasu | Jih              |              | Pesaro e Urbino | Růžice kompasu |
| Růžice kompasu | Siena            |              | Perugia         | Růžice kompasu |